# Bill Sheffield
William Jennings Sheffield Jr. (Spokane, Washington, 26 de junio de 1928 - Anchorage, Alaska, 4 de noviembre de 2022) fue un político demócrata estadounidense que se desempeñó como el quinto gobernador de Alaska de 1982 a 1986. El mandato de Sheffield en la mansión del gobernador estuvo marcado por la controversia, incluidos los intentos de destituirlo.

## Biografía

### Primeros años
Nació en Spokane, Washington. Sirvió en el Ejército de los Estados Unidos de 1946 a 1949 y fue a la Universidad DeVry, posteriormente asistió a la escuela de entrenamiento DeForest. Se mudó a Alaska en 1953.

### Carrera
Mientras era gobernador, Sheffield impulsó un proyecto de ley impopular a través de la legislatura del estado de Alaska para consolidar las zonas horarias del estado. Antes de la aprobación de este proyecto de ley, Alaska se distribuía en cuatro zonas horarias (Pacífico, Yukón, Alaska-Hawái y Bering). El proyecto de ley de Sheffield colocó prácticamente todo el estado (con la única excepción de las islas Aleutianas, comenzando justo al oeste de Dutch Harbor) en la zona horaria de Yukon (que luego pasó a llamarse zona horaria de Alaska). Inicialmente, esto fue mal recibido; los residentes del mango de Alaska perdieron su sentido de unidad con la costa oeste de los Estados Unidos, y los del corazón del estado quedaron, de hecho, en un horario de verano perpetuo. Más de veinte años después, la legislatura estatal todavía estaba debatiendo el tema, con algunos miembros que querían devolver al mango de Alaska y la capital a la hora de Seattle, y otros afirmaban que Sheffield rompió su promesa de revisar el cambio después de un período de prueba de un año.
Después de dejar el cargo de gobernador, Sheffield se desempeñó como presidente de la junta directiva de Alaska Railroad de 1985 a 1997. En 1997 fue ascendido a presidente y director ejecutivo del ferrocarril, donde se desempeñó hasta 2001. A partir de 2008, estaba en la junta directiva del ferrocarril como vicepresidente.

### Fallecimiento
Falleció en su casa de Anchorage el 4 de noviembre de 2022. Tenía 94 años.

## Obras
- Sheffield, Bill (2018). Bill Sheffield: a memoir, from the great depression to the Alaska governor's mansion and beyond. ISBN 978-1-57833-698-2.